# Jol·liffeïta
La jol·liffeïta és un mineral de la classe dels sulfurs que pertany al grup de la cobaltita. Rep el seu nom en honor de Alfred "Fred" Walton Jolliffe (1907-1988), geòleg del Servei Geològic del Canadà i professor de la Universitat de Queen. El seu mapatge geològic primerenc de l'àrea de Beaverlodge, al nord de Saskatchewan, per al Servei Geològic del Canadà va encoratjar l'exploració comercial a la zona.

## Característiques
La jol·liffeïta és un sulfur de fórmula química NiAsSe. Va ser aprovada com a espècie vàlida per l'Associació Mineralògica Internacional l'any 1989, i publicada dos anys més tard. Cristal·litza en el sistema isomètric. La seva duresa a l'escala de Mohs es troba entre 6 i 6,5.
Segons la classificació de Nickel-Strunz, la jol·liffeïta pertany a «02.EA: Sulfurs metàl·lics, M:S = 1:2, amb Fe, Co, Ni, PGE, etc.» juntament amb els següents minerals: aurostibita, bambollaïta, cattierita, erlichmanita, fukuchilita, geversita, hauerita, insizwaïta, krutaïta, laurita, penroseïta, pirita, sperrylita, trogtalita, vaesita, villamaninita, dzharkenita, gaotaiïta, al·loclasita, costibita, ferroselita, frohbergita, glaucodot, kullerudita, marcassita, mattagamita, paracostibita, pararammelsbergita, oenita, anduoïta, clinosafflorita, löllingita, nisbita, omeiïta, paxita, rammelsbergita, safflorita, seinäjokita, arsenopirita, gudmundita, osarsita, ruarsita, cobaltita, gersdorffita, hol·lingworthita, irarsita, krutovita, maslovita, michenerita, padmaïta, platarsita, testibiopal·ladita, tolovkita, ullmannita, wil·lyamita, changchengita, mayingita, hollingsworthita, kalungaïta, milotaïta, urvantsevita i reniïta.

## Formació i jaciments
Va ser descoberta en filons d'uraninita a la propietat Fish Hook Bay, a les mines d'urani de Black Bay, a l'àrea de Beaverlodge, a Saskatchewan (Canadà). També ha estat descrita a Předbořice (Bohèmia Central, República Txeca), i a Alberoda (Saxònia, Alemanya).